# Prodecatoma spermophaga
Prodecatoma spermophaga är en stekelart som beskrevs av Costa Lima 1928. Prodecatoma spermophaga ingår i släktet Prodecatoma och familjen kragglanssteklar.
Artens utbredningsområde är Colombia. Inga underarter finns listade i Catalogue of Life.